# Krasnohradský rajón
Krasnohradský rajón (ukrajinsky Красноградський район) je rajón v Charkovské oblasti na Ukrajině. Hlavním městem je Krasnohrad a rajón má přibližně 109 tisíc obyvatel. 